# Verchnij Studenyj
Verchnij Studenyj, česky také Vyšní Studený nebo Studený Vyšní, ukrajinsky Верхній Студений, maďarsky Felsőhidegpatak, je obec v Pylypecké venkovské komunitě (ukrajinsky: Пилипецька сільська громада). Leží v okrese Chust Zakarpatské oblasti Ukrajiny. V roce 2001 zde žilo 758 obyvatel.

## Místní části
- Borys Poljana, ukrajinsky Борис Поляна

## Historie
První písemná zmínka o vesnici pochází z roku 1612. Do uzavření Trianonské smlouvy byla obec součástí Uherska, poté součástí první československé republiky.V roce 1921 zde stálo 197 domů a žilo 1062 obyvatel, z toho 853 Rusínů, 192 Židů a 3 Češi/Slováci. Od roku 1945 byla obec součástí Ukrajinské sovětské socialistické republiky, která byla součástí SSSR. Od roku 1991 je obec součástí nezávislé Ukrajiny.

## Externí odkazy

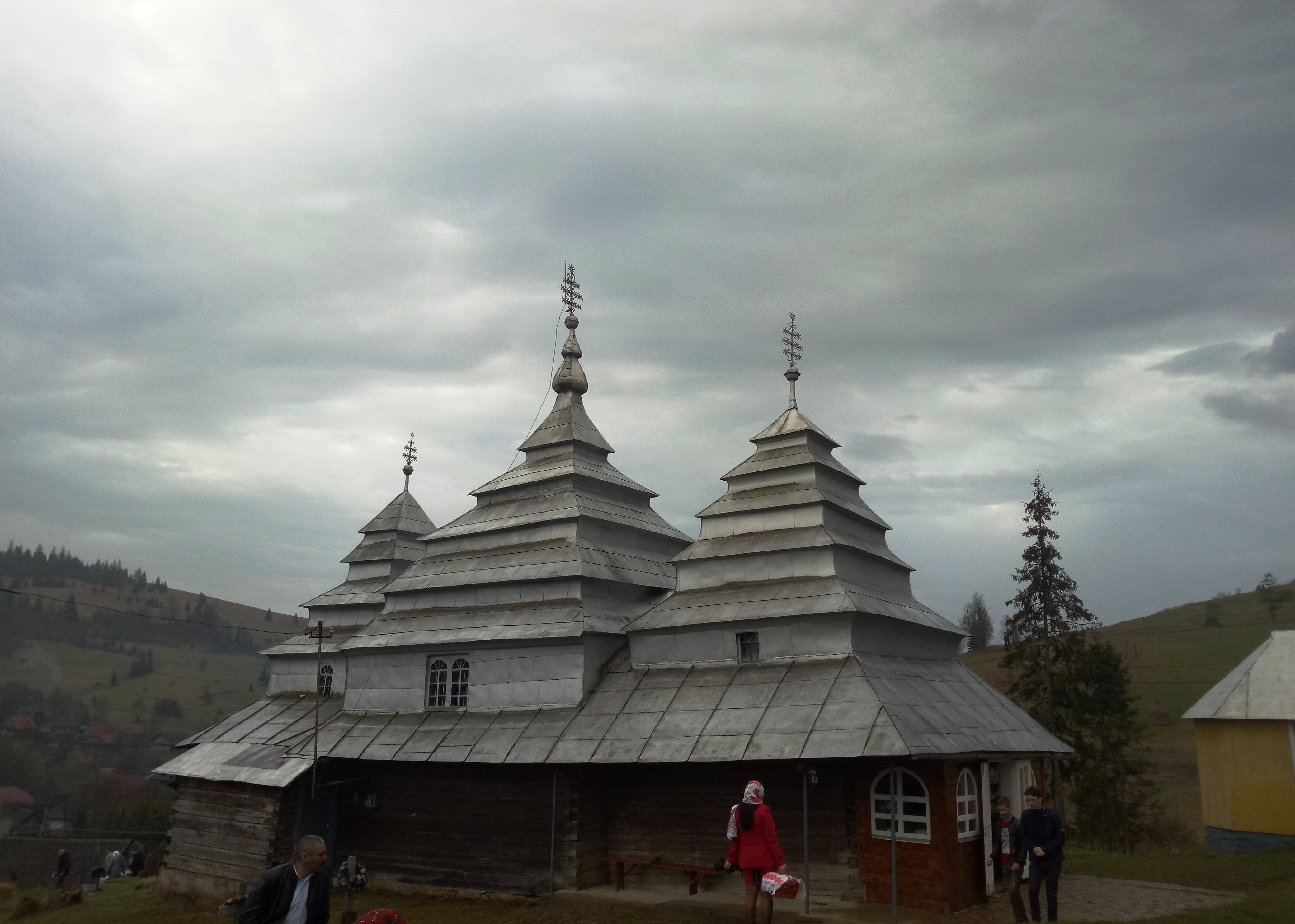
Cerkev sv. Mikuláše

## Pamětihodnosti
- Cerkev sv. Mikuláše, ukrajinsky Церква святого Миколая